# Důl Salm II – Leopoldina
Důl Salm II – Leopoldina byl kamenouhelný hlubinný důl v jihovýchodní části Ostravské dílčí pánve v Radvanicích. Patřil k dolům, které založil Hugo Karel Eduard kníže Salm-Reifferscheidt-Raitz (1803–1888).

## Historie

### Kutací práce
Potřeba levnějšího paliva pro železárny v Blansku přivedla knížete Salm-Reifferscheidt do Slezské Ostravy za černým uhlí. K prospektorské činnosti najal c. k. hormistra Ignáce Vondráčka (1819–1887), který na základě poznatků z průzkumných ražeb hraběte Wilczka a Josefa Zwierziny odvodil předpokládaná místa výskytu černého uhlí. V těchto místech zahájil kutné práce namísto nákladných vrtných prací. Vzhledem k blízkosti důlního pole, které si nárokoval hrabě Wilczek i Josef Zwierzina, docházelo ke sporům mezi kutéři o kutací místa. Tento spor se podařilo vyřešit až v roce 1850, kdy byla uzavřena první prozatímní smlouva (z 12. ledna 1850) mezi Ignácem Vondráčkem a Josefem Zwierzinou. Na základě smlouvy byla posunuta smluvní demarkační hranice na západ od jámy Salm č. I.
Ignác Vondráček prováděl kutné práce na ploše asi 15 ha, mělké jámy byly zpravidla opuštěny po splnění svého účelu (po průzkumu, po havárii). Z využitelných zůstaly tři kutací jámy: jáma č. I., jáma č. II. a jáma č. VII. Na základě prokazatelného nálezu uhelné sloje v hloubce 48,5 m byla knížeti Salm-Reifferscheidt báňským hejtmanstvím udělena dne 11. prosince 1851 důlní míra nazvaná Leopoldina I na počest kněžny Leopoldiny.

### Historie dolu
Samostatný důl byl založen na původním místě kutací jámy č. II v roce 1851. Název Leopoldina obdržel podle křestního jména kněžny Leopoldiny, manželky knížete. V roce 1890 se stává novým majitelem stagnujících dolů kníže Hugo Leopold Salm-Reifferscheidt-Krautheim (2. prosince 1863 – 31. prosince 1903). V rámci připravované transformace dolů oslovil vídeňský C.k. privilegovaný Rakouský úvěrový ústav pro obchod a průmysl s úmyslem vytvořit novou společnost. 27. července 1896 byl schválen statut společnosti Ostravská důlní akciová společnost, dříve kníže Salm (Ostrauer Bergbaugesellschaft, A. G., vormals Fürst Salm in Polisch Ostrau), která převzala veškerý majetek Huga Leopolda knížete Salm-Reifferscheidta ve Slezské Ostravě a Radvanicích a 32 výhradních kutišť ve Slezské Ostravě, Radvanicích, Bartovicích a Lipině. 2. listopadu 1896 byly doly přeměněny na tuto akciovou společnost.
1. července 1916 koupila důl společnost Rakouská báňská a hutní společnost, a.s. ve Vídni (Oesterreichische Berg-und hüttewerksgesellschaft, A. G.), která po vzniku ČSR přesídlila do Brna jako Báňská a hutní společnost, a.s. (BHS). V roce 1916 BHS ukončila těžbu uhlí.

### Současný stav
V roce 1923 bylo ústí jámy zvýšeno vyzdívkou a uzavřeno betonovým klenutým poklopem bez zasypání jámy. Objekty dolu byly zbourány, areál byl asanován a vytvořen park, který později dostal jméno Matuškův sad.
7. listopadu 1973 (po padesáti letech ukončení těžby) došlo k zhroucení jámy. Do hlubokého kráteru se propadl taneční parket s okolním vybavením, který byl nad jámou postaven. Objem kráteru se odhadoval na 3,5 tis. m³. V roce 1974 byl kráter zasypán a oplocen. Konečné uzavření jámy bylo provedeno v roce 1998.

### Strojní a technické zařízení

#### Těžní stroj
Kutací jáma byla v roce 1851 přestavěna na jámu těžní. Pro těžbu černého uhlí byl instalován jednoválcový nepřímo účinný parní těžní stroj o výkonu 30 HP.
V roce 1872 byla provedena první rekonstrukce těžní jámy. Byl instalován nový přímo účinný parní těžní stroj se dvěma stojatými válci, jejichž průměr byl 580 mm a zdvih 870 mm, výkon 30 HP. Plochá lana z ocelových drátů byla navinována na bobiny. Parní stroj byl vyroben ve Strojírnách knížete Salma v Blansku.
V roce 1890 byl dán do provozu nový parní těžní stroj, který byl vyroben ve Strojírnách knížete Salma v Blansku. Parní těžní stroj se dvěma ležatými válci s pístovými šoupátky měl výkon 325 HP. Průměr válců byl 720 mm a zdvih 1600 mm, tlak páry 7 atm. Lano o průměru 31 mm bylo navíjeno na buben o průměru 6000 mm a šířce 720 mm. Těžní klec měla dvě etáže na jeden vozík nebo 6 osob na etáž. Rychlost jízdy 6 m/s pro fárání s mužstvem, 14 m/s pro těžbu. Těžní věž byla vysoká 15,5 m od ohlubně po osy lanovnic, lanovnice měla průměr 3700 mm.

#### Čerpání vody
V roce 1851 mělo parní tahadlové čerpadlo ležatý válec o výkonu 60 HP.
V roce 1872 bylo pro čerpání důlních vod k dispozici nepřímo účinné parní tahadlové čerpadlo, které mělo průměr válce 640 mm s železnými dvojitými tahadly.
V roce 1898 čerpání vody zabezpečovala i pro důl Salm č. VII dvě ležatá tahadlová čerpadla o celkovém výkonu 210 HP.

#### Větrání
Větrání bylo společné s dolem č. I a později s dolem číslo VII. Od roku 1875 pro větrání důlního pole sloužil důl č. VII – Hugo jako jáma větrní. Ve vzdálených částech důlního pole byly při ražbách chodeb požívány ruční ventilátory.

#### Různé
V roce 1888 bylo na důl zavedeno elektrické osvětlení závodních budov.
V roce 1889 zahájil výrobu stlačeného vzduch první kompresor systému Bottich.

### Těžba uhlí
Dobývaly se sloje jaklovecké vrstvy ostravského souvrství. Uhelné sloje byly těženy metodou směrného i dovrchního pilířování na zával. Jáma byla v roce 1864 hluboká 151,7 m, v roce 1882 dosáhla 328,5 m (úroveň 8. patra). Konečná hloubka 596,9 m (13. patro) byla dosažena v roce 1898. Třídění uhlí bylo prováděno ručně. Vytěžené uhlí bylo prohazováno přes síta a mříže, aby se vytřídilo podle kusovosti. V roce 1882 byla na jámě č. II – Leopoldina postavena úpravna uhlí (mokré třídění) podle vrchního inženýra Adolfa Hamerského.
Důlní pole bylo v roce 1958 připojeno k dolu Michael (Michálka).

### Údaje o dole Salm II – Leopoldina
Údaje dle
| Název                    | Druh jámy     | Založení | Hloubka [m] | Těžba     | Vytěženo [t] | Likvidace | Dobývací pole [ha] | Poznámka         |
| ------------------------ | ------------- | -------- | ----------- | --------- | ------------ | --------- | ------------------ | ---------------- |
| Důl Salm II – Leopoldina | kutací, těžní | 1850     | 596,9       | 1856–1916 | 99–208 tisíc | 1923      | 32                 | 1 jáma, 13 pater |

### Koksovna
U dolu bylo postaveno 10 koksových pecí soustavy Dulait (1864). V roce 1882 už pracovalo 29 koksových pecí soustavy Gobiet. V roce 1898 v blízkosti jámy produkovalo koks 77 pecí soustavy Coppé, Gobiet, Lares s výkonem 32 560 tun koksu.

### Ubytování
Havíři nacházeli bydlení v koloniích Salmovec a Stará kolonie. V blízkosti jámy č. II na kolonii Salmovec navazovala Úřednická kolonie.